# Campeonato Brasiliense de Futebol de 2022
O Campeonato Brasiliense de Futebol de 2022 foi a 64ª edição da divisão principal do futebol do Distrito Federal. A competição, organizada pela Federação de Futebol do Distrito Federal, foi disputada entre 22 de janeiro a abril por dez equipes do Distrito Federal, de Goiás e Minas Gerais e teve a transmissão pela TV Câmara Distrital. O campeonato atribuiu duas vagas para a Copa do Brasil de 2023 e a Copa Verde de 2023, além de duas vagas para a Série D do Brasileiro de 2023.
Nesta edição, contou com a volta do Brasília.

## Regulamento
O Campeonato é disputado em 4 fases:
PRIMEIRA FASE: As dez equipes jogam em turno único. Os quatro melhores se classificam para a segunda fase enquanto os dois piores serão rebaixados para a segunda divisão;
SEGUNDA FASE: Os quatro primeiros se enfrentam em jogos de ida e volta dentro do próprio grupo. Os dois melhores colocados passam para a terceira fase, enquanto os demais são eliminados;
TERCEIRA FASE (FINAL): Os dois melhores colocados no quadrangular da segunda fase disputam o título em jogo único. Final é disputada no sistema mata-mata em jogos de ida e volta. Em caso de igualdade de pontos e também no saldo de gols do confronto, o título é decidido nos pênaltis.
O campeão e o vice conquistam vagas em três campeonatos nacionais: Série D do Brasileiro de 2023, Copa do Brasil de 2023 e Copa Verde de Futebol de 2023.

### Critérios de desempate
Ocorrendo empate em número de pontos ganhos entre duas ou mais equipes na fase classificatória, são aplicados, sucessivamente, os seguintes critérios de desempate:
1. Maior número de vitórias.
2. Maior saldo de gols.
3. Maior número de gols pró.
4. Confronto direto.
5. Menor número de cartões amarelos.
6. Menor número de cartões vermelhos.
7. Sorteio.

## Equipes participantes
| Equipe                          | Localidade    | Em 2021 | Estádio (mando em 2022) | Capacidade | Títulos             |
| ------------------------------- | ------------- | ------- | ----------------------- | ---------- | ------------------- |
| Brasília Futebol Clube          | Brasília      | 2º (B)  | Bezerrão                | 20 000     | 8 (último em 1987)  |
| Brasiliense Futebol Clube       | Taguatinga    | 1º      | Serejão                 | 27 000     | 10 (último em 2021) |
| Capital Clube de Futebol Ltda   | Paranoá       | 5º      | JK Paranoá              | 4 000      | 0 (não possui)      |
| Ceilândia Esporte Clube         | Ceilândia     | 2º      | Abadião                 | 4 000      | 2 (último em 2012)  |
| Sociedade Esportiva do Gama     | Gama          | 3º      | Bezerrão                | 20 000     | 13 (último em 2020) |
| Associação Atlética Luziânia    | Luziânia (GO) | 4º      | Serra do Lago           | 21 564     | 2 (último em 2016)  |
| Paranoá Esporte Clube           | Paranoá       | 1º (B)  | JK Paranoá              | 4 000      | 0 (não possui)      |
| Sociedade Esportiva Santa Maria | Santa Maria   | 8°      | Bezerrão                | 20 000     | 0 (não possui)      |
| Taguatinga Esporte Clube        | Taguatinga    | 7º      | Serejão                 | 27 000     | 5 (último em 1993)  |
| Unaí Esporte Clube              | Unaí (MG)     | 6º      | Urbano Adjuto           | 4 000      | 0 (não possui)      |